# Strait Jacket
Strait Jacket (ストレイト・ジャケット Sutoreito Jaketto?) es una serie japonesa de novela ligera de Ichirō Sakaki con ilustraciones de Yō Fujishiro, publicada en Fujimi Shobō desde 2000 y ya lleva 11 volúmenes acabadas. En la actualidad, ha vendido más de medio millón de copias. En 2007 se realizó unos 3 episodios OVAs basados en la novela ligera por los estudios Feel Anime Studios.

## Argumento
Strait Jacket se establece en una historia alternativa donde se demostró la existencia de la magia en 1899. Desde su descubrimiento, la magia es la base de la tecnología y está presente en toda las facetas de la sociedad. La historia transcurre en Tristan, una metrópolis urbana que parece una amalgama de principio de siglos de Tokio, San Francisco y la era Victoriana de Londres. La tecnología presente es la fuerza impulsada por vapor.
La magia fue demostrada por el Dr. George Greco, aunque su uso solamente es posible por unos pocos individuos con talento; y es altamente peligrosa e ilegal. Debido a un contaminante invisible, conocido como "malediction" o simplemente "curse", las personas que la usan con demasiada frecuencia tienen el riesgo de convertirse en horribles criaturas inmundas, llamadas "demonios". La Administración Mágica Bureau, también conocido como la Gestión de Brujería Bureau, fue creada para tratar de explorar con seguridad la naturaleza de la magia, regular su uso y ordenar arresto a las personas que la usen ilegalmente. La magia se ha utilizado como fuente de energía viable en la administración pública, industria, agricultura, medicina, y los militares, así que la Administración Mágica Bureau tiene el poder.
Los principales enemigos de Bureau son un entramado de grupos del bajo mundo de magos, alquimistas, místicos, brujos, ilusionistas y conjuradores; que luchan por un uso libre de la magia. Algunos de ellos practican el ocultismo y el satanismo. Todos estos usuarios, están en peligro de convertirse accidentalmente o intencionalmente en "demonios", ya que no poseen una armadura resistente a la magia, no como los "Tactical Sorcerist" o "Sorcerist" de Bureau. Estos agentes que poseen una de estas armaduras, pueden resistir los efectos negativos de la transformación por la magia. A estas armaduras las llaman "armadura molde" o comúnmente como "Strait Jacket", debido al hecho que limita a las personas en su forma natural. Los Sorcerist también usan armas contaminadas con magia para poder dañar a los demonios.
Sin embargo, esta guerra la está perdiendo a Bureau, ya que no tiene suficientes Sorcerist para combatir a los demonios. Además, un grupo de extrema izquierda terrorista, conocido como Ottoman Organization, está dañando las "Strait Jacket", aumentando el número de transformaciones. Entre los que luchan contra los demonios sin licencia, esta el hechicero pícaro Reiot Steinberg, un antihéroe que causa el mismo o más daños que los causados por los demonios. Sin embargo, Bureau no tiene más remedio que llamarlo. Debido al hecho de que Steinberg lucha contra el pecado que cometió hace mucho tiempo, incluso con su "Strait Jacket", se acerca más y más a transformar en un demonio cada vez que lanza un hechizo.

## Contenido de la obra

### Novela ligera
Strait Jacket es una serie de novela ligera de Ichirō Sakaki con ilustraciones de Yō Fujishiro, publicada por Fujimi Shobō. Se inició en agosto de 2000 y acabando con 11 novelas. Además, independiente a la saga principal, hay un conjunto de historias cortas de Strait Jacket. Actualmente hay 3 volúmenes de ellas.
- Novelas de Strait Jacket:

| Título en español                     | Japonés                                         | Fecha de publicación     | ISBN               |
| ------------------------------------- | ----------------------------------------------- | ------------------------ | ------------------ |
| El molde                              | ニンゲンのカタチ 〜 THE MOLD 〜                 | agosto de 2000           | ISBN 4-8291-2986-7 |
| El acoplamiento                       | ツミビトのキオク 〜 THE ATTACHMENT 〜           | abril de 2001            | ISBN 4-8291-1345-6 |
| El lamento/ Primera parte             | オモイデのスミカ 〜 THE REGRET / FIRST HALF 〜  | enero de 2002            | ISBN 4-8291-1407-X |
| El lamento/ Segunda parte             | オモイデのカナタ 〜 THE REGRET / SECOND HALF 〜 | abril de 2002            | ISBN 4-8291-1427-4 |
| El borde                              | ヨワムシのヤイバ 〜 THE EDGE 〜                 | enero de 2003            | ISBN 4-8291-1491-6 |
| El espejismo                          | ラクエンのサダメ 〜 THE MIRAGE 〜               | marzo de 2004            | ISBN 4-8291-1595-5 |
| El sacrificio primera parte           | イケニエのヒツジ 〜 THE SACRIFICE 1st. HALF 〜  | marzo de 2006            | ISBN 4-8291-1797-4 |
| El sacrificio segunda parte           | イケニエのロンリ 〜 THE SACRIFICE 2nd. HALF 〜  | 20 de abril de 2006      | ISBN 4-8291-1814-8 |
| El demonio                            | セキガンのアクマ 〜 THE FIEND 〜                | 20 de abril de 2008      | ISBN 4-8291-3346-5 |
| La campana de la muerte primera parte | ニンゲンのオワリ 〜 THE DEATH BELL 1st.HALF 〜  | 20 de noviembre de 2009  | ISBN 4-8291-3460-7 |
| La campana de la muerte segunda parte | ニンゲンのアシタ 〜 THE DEATH BELL 2nd.HALF 〜  | 18 de septiembre de 2010 | ISBN 4-8291-3565-4 |

- Historias cortas de Strait Jacket:

| Título en español | Japonés                           | Fecha de publicación    | ISBN               |
| ----------------- | --------------------------------- | ----------------------- | ------------------ |
| La relación       | トモガラのエン 〜 THE RELATION 〜 | 18 de noviembre de 2004 | ISBN 4-8291-1668-4 |
| La desesperación  | ゼツボウのヒト 〜 THE DESPAIR 〜  | junio de 2007           | ISBN 4-8291-1937-3 |
| El genio          | テンリンのサガ 〜 THE GENIUS 〜   | 20 de junio de 2009     | ISBN 4-8291-3412-7 |

## Casting
El reparto del doblaje de las Ovas e Película de Strait Jacket.
| Personajes                          | Actores de doblaje Japón | Actores de doblaje Estados Unidos | Actores de doblaje España |
| ----------------------------------- | ------------------------ | --------------------------------- | ------------------------- |
| Leiot Steinberg / Rayotte Steinberg | Shinichiro Miki          | Steven Blum                       | Marc Flores               |
| Kapel Theta / Kapelteta Fernández   | Kei Shindou              | Lara Jill Miller                  | ---                       |
| Nerin Simmons                       | Ai Maeda                 | Bridget Hoffman                   | May Flores                |
| Isaac Hammond                       | Akira Sasanuma           | Crispin Freeman                   | Joseba Cordón             |
| Rachel Hammond                      | Asami Imai               | Kari Wahlgren                     |                           |
| Reegs                               | Kenji Nomura             | Jamieson Price                    | Enrique Carmena           |
| Brian Meno Moderato                 | Kouji Ishii              | Paul St. Peter                    | Luisma Albarracín         |
| Filisis Moog                        | Mayumi Asano             | Tara Platt                        |                           |
| Jack Roland                         | Tatsuya Kobashi          | Keith Silverstein                 | Luisma Albarracín         |
| Falk                                | Hiroaki Hirata           | Christopher Smith                 | Samuel López              |
| George Thomson                      | Jin Domon                | Kirk Thornton                     | Marc Flores               |

### OVA
Strait Jacket fue animado por los estudios Feel. Consta de 3 episodios OVA. La primera fue estrenada el 25 de noviembre de 2007 y la última el 30 de abril de 2008. La OVA ha sido licenciada por Manga Entertainment en Estados Unidos, Canadá y Reino Unido, y licenciada por Jointo para España, del cual se venderá en septiembre del 2013, se vendé como una única película para las versiones del exterior. Mientras que en diciembre de 2013, la distribuidora Yowu Entertainment anunció la adquisición de la licencia de las ovas en formato de película para su distribución en Latinoamérica.

## Curiosidades
- Durante el tercer OVA de la serie se puede ver al protagonista escuchando en la radio la canción "Je cours", del grupo Kyo.